# Léon Jeck
Léon Jeck, né le 2 février 1947 à Ans et mort le 24 juin 2007 à Seraing, est un footballeur international belge, qui évoluait au poste de défenseur central au début des années 1970.

## Biographie
Léon Jeck fait partie de la grande équipe du Standard de Liège qui remporta, sous la conduite de René Hauss trois titres de champion de Belgique consécutifs en 1969, 1970 et 1971. Complément idéal de Nico Dewalque, le numéro 5 des Rouches a été l'un des piliers de la défense liégeoise. Auparavant, il avait remporté la coupe de Belgique en 1967.
Il compte également 11 sélections en équipe nationale, avec laquelle il participe à la phase finale de la Coupe du monde de 1970 au Mexique. Il dispute les matches contre la Russie et le Mexique. Au cours de ce dernier match, il provoque, à la suite d'un tacle jugé dangereux sur un joueur mexicain, un pénalty controversé, qui permet au pays organisateur de se qualifier pour le tour suivant.
Léon Jeck est mort à la suite d'une embolie pulmonaire le 24 juin 2007 à l'âge de 60 ans. Il est inhumé au cimetière d'Ans (Ans-Égalité).

## Palmarès
- Champion de Belgique (1969, 1970 et 1971).
- Vainqueur de la coupe de Belgique 1967.
- Vice-Champion de Belgique (1965 et 1973).
- Finaliste de la Coupe de la Ligue Pro en 1974.